# 楊応龍の乱
楊応龍の乱（ようおうりゅうのらん）は、1591年（万暦19年）から1600年（万暦28年）にかけて明の播州で起きた反乱。播州の乱とも呼ばれる。明朝の万暦帝の治下における万暦の三征の一つ。

## 経過
播州は四川と貴州を結ぶ交通の要所にあり、険しい山や数万畝の田地を有する地。住民の多くは熟苗と呼ばれる中華文化に馴染んだ苗族であり、漢風氏名を有し漢風文化を理解すると共に村落を形成して農耕を行っていた。また、山間部には生苗と呼ばれる中華文化に染まらずに、原始的な狩猟や農耕を行う苗族も居た。
明朝はこれらの非漢族の土地を統治するため、土着勢力の部族統率者や漢族系在地勢力を世襲的に土司・土官に任命して間接統治を行った。楊氏も唐代より宋・元・明の各王朝で代々播州を根拠地としており、漢族・苗族の統治にあたった土司であった。在地権力者の一人として楊応龍は1572年（隆慶6年）に宣慰使を継承し、苗族鎮撫を主な任務として明朝に仕えた。播州宣慰使は黄平・草塘の2安撫司と真州・播州・白泥・余慶・重安・容山の6長官司を管轄し楊応龍の当地における権限は相当な大きさであった。また、土司は中央政府より、名目的な朝貢と定額の納税、そして常時の派兵が義務付けられていた。明朝の中央軍制が荒廃していくにつれて地方土着の土司の戦力比重が大きくなっていた。
楊応龍は採木の提出等で有能な土司と評価されていたが、自己権力の増大を図りに五司七姓（黄平・草塘・白泥・余慶・重安の五司と田・張・袁・盧・譚・羅・呉の七姓）と称される他在地勢力から反発された。五司七姓は楊応龍は反逆したと上奏、1590年（万暦18年）に貴州巡撫都御史の葉夢熊は楊応龍の取調べを主張したが、四川巡按の李化龍は生苗からの防御のために播州土兵の戦力が必要であることから取調べには反対した。
1591年（万暦19年）、葉夢熊は権力分離を狙って播州五司を重慶に移管することを提案したが、李化龍は自らの辞任と引き換えに移管案を防いでいる。中央での管轄権をめぐる政争が行われる中、楊応龍は妾の田氏に教唆され正妻の張氏とその母親を殺害、それに反発した遺族より再度反乱の嫌疑ありと訴えられた。
1592年（万暦20年）、重慶に召還された楊応龍は斬刑を言い渡されるが銀2万両で贖罪、またこの年に始まった万暦朝鮮の役（文禄・慶長の役）に5000人の兵を率いて参戦することを表明して釈放された。ただし、明朝からは参戦の必要なしと通告され播州へ帰国している。しかし、帰国後も楊応龍の横暴は収まることが無く、再度の告発を受けたが、朝鮮情勢を受けた明朝の影響力低下を受けて今度は取り調べを拒否した。
1594年（万暦22年）10月、ついに明朝は懐柔政策からの転換を図り、南京侍郎の邢玠により鎮圧に乗り出した。邢玠は楊応龍に投降を促したが、楊応龍の失脚を狙う五司七姓により途中で阻まれた。結局、楊応龍は黄元等12人の身代わりを処刑し、4万金を納め、採木による資材提出を行い、次男の楊可棟を人質に出し、宣慰使は嫡子の楊朝棟に譲ることで再度死刑を免れた。
1596年（万暦24年）7月、人質となっていた楊可棟が死去すると楊応龍は態度を硬化、贖罪金の支払いを拒否した。一方で、敵対勢力へ略奪を行い、原住民の苗族を厚遇して独立色を強めていった。この年、楊応龍は余慶・草塘にて略奪を行い、興隆・偏鎮・都勻等の衛所を攻め、五司の内の黄平・重安の一族を誅殺した。
1597年（万暦25年）、更に楊応龍は江津・南川・合江を侵略して七姓の内の袁子升を処刑し、貴州の洪頭・高坪・新村などを侵略し、湖広の四十八屯を占領した。ここでも仇敵の宋世臣・羅承恩等を探し出して処刑している。貴州巡按の応朝卿は五司への復讐を実施しているだけで明朝に背いているわけではないという楊応龍の名分を信じることはできないと述べている。
1599年（万暦27年）、朝鮮情勢が解決に向かうと、明朝は遼東巡撫へ転出していた李化龍を湖広川貴軍務総督兼四川巡撫として起用し、郭子章と共に播州の鎮圧に向かわせた。李化龍は、楊応龍の軍勢は14、5万はおり、対抗するためには四川・貴州・湖広の財源は不足しており、当年に戦費のための増税を実施した。
翌年の1600年（万暦28年）に楊応龍が龍泉を占領すると、重慶に駐屯していた李化龍は8路より各3万の軍勢を率いて進撃を行ったが、この時の兵士は3割が官兵で7割が土兵であったという。これらの軍勢には朝鮮で戦った劉綎や陳璘が動員され、その家丁には朝鮮で投降した日本兵（降倭）が鉄砲兵力として編入されており仏郎機砲などの火器と共に、弓矢にて武装していた楊応龍軍を圧倒した。苗族は楊応龍と協働作戦をしていたが、明朝による包囲が狭められると共に離反していった。楊応龍は海龍にて包囲され、籠城戦となり6月に愛妾2人と共に自殺し、楊応龍の乱は収束した。